# Christian Friedrich von Stockmar
Christian Friedrich von Stockmar, född 1787, död 1863, var en tysk läkare, som spelade en inflytelserik roll i politiken under drottning Viktorias regeringstid. Han var gunstling och förtrogen till Leopold I av Belgien, Viktorias morbror, och sändes ofta av Leopold att fungera som rådgivare till Viktoria.